# Irische Fußballnationalmannschaft der Frauen/Weltmeisterschaften
Der Artikel beinhaltet eine ausführliche Darstellung der irischen Fußballnationalmannschaft der Frauen bei Weltmeisterschaften und den Qualifikationen dazu. Irland konnte sich erstmals im Oktober 2022 für eine WM-Endrunde der Frauen qualifizieren, die 2023 in Australien und Neuseeland stattfand.

## Die Nationalmannschaft bei Weltmeisterschaften

### Übersicht
| Jahr | Gastgeberland         | Teilnahme bis …    | Gegner                      | Ergebnis | Trainer   | Bemerkungen und Besonderheiten |
| ---- | --------------------- | ------------------ | --------------------------- | -------- | --------- | --- |
| 1991 | Volksrepublik China   | nicht qualifiziert |                             |          |           | In der Qualifikation an den Niederlanden gescheitert, die sich aber auch nicht qualifizieren konnte.                                           |
| 1995 | Schweden              | nicht teilgenommen |                             |          |           | |
| 1999 | USA                   | nicht qualifiziert |                             |          |           | In der Qualifikation in Klasse B gestartet, so dass keine Chance auf eine Qualifikation bestand                                                |
| 2003 | USA                   | nicht qualifiziert |                             |          |           | In der Qualifikation in Klasse B gestartet, so dass keine Chance auf eine Qualifikation bestand                                                |
| 2007 | Volksrepublik China   | nicht qualifiziert |                             |          |           | In der Qualifikation an Titelverteidiger Deutschland, Russland und Schottland gescheitert, von denen sich nur Deutschland qualifizieren konnte |
| 2011 | Deutschland           | nicht qualifiziert |                             |          |           | In der Qualifikation an der Schweiz und Russland gescheitert, die sich auch nicht qualifizieren konnten.                                       |
| 2015 | Kanada                | nicht qualifiziert |                             |          |           | In der Qualifikation an Deutschland und Russland gescheitert, das sich auch nicht qualifizieren konnte                                         |
| 2019 | Frankreich            | nicht qualifiziert |                             |          |           | In der Qualifikation an Norwegen und der Niederlande gescheitert.                                                                              |
| 2023 | Australien/Neuseeland | Vorrunde           | Australien, Kanada, Nigeria | 26.      | Vera Pauw | In den Play-offs der Gruppenzweiten gegen Schottland gewonnen.                                                                                 |

### Statistik
(Angaben inkl. 2023: Neun Weltmeisterschaften; Prozentangaben sind teilweise gerundet)
- nicht teilgenommen: einmal (11,1 %, 1995)
- nicht qualifiziert: siebenmal (77,8 %; 1991, 1999, 2003, 2007, 2011, 2015 und 2019)
- qualifiziert: einmal (11,1 % 2023)
  - Vorrunde: einmal (11,1 % 2023)

## Die Turniere

### WM 1991 in der Volksrepublik China
Für die erste WM der Frauen konnte sich Irland nicht qualifizierten. In der EM-Qualifikation, die als erste Stufe der WM-Qualifikation galt, scheiterte die Mannschaft an den Niederlanden. In der Gruppenphase wurde zunächst hinter den Niederländerinnen nur Platz 2 belegt. Weiterer Gegner waren Nordirland, gegen das beide Spiele gewonnen wurden. Durch eine 0:2-Niederlage in den Niederlanden und ein torloses Heimremis gegen die Oranje, reichte es nur zum zweiten Platz.

### WM 1995 in Schweden
An der Qualifikation für die WM in Schweden nahmen die Irinnen nicht teil.

### WM 1999 in den USA
Für die dritte Weltmeisterschaft setzte die UEFA dann erstmals und bis heute einziger Kontinentalverband separate Qualifikationsspiele an. In der Qualifikation konnte sich Irland aber nicht qualifizieren, da die Irinnen in Klasse B spielten. Dort trafen sie erstmals auf Polen und Belarus sowie Wales. Die Irinnen konnten nur die Spiele gegen Wales und das Spiel in Belarus gewinnen. Das Heimspiel gegen Belarus endete torlos und da beide Spiele gegen Polen verloren wurden, blieben sie als Gruppenzweite in der Klasse B. Die Polinnen verloren aber beide Spiele um den Aufstieg in Klasse A gegen die Schweiz.

### WM 2003 in den USA
Eigentlich sollte die WM 2003 wieder in der Volksrepublik China stattfinden. Wegen der SARS-Epidemie wurde das Turnier kurzfristig in die USA verlegt. Damit fand die Weltmeisterschaft zum zweiten Mal in den USA statt. In der Qualifikation hatte Irland von vornherein wieder keine Chance sich für die WM zu qualifizieren, da die Irinnen erneut in Klasse B starteten. Gruppengegner waren erstmals die Bundesrepublik Jugoslawien, Griechenland und Moldau. Gegen die Jugoslawinnen wurden beide Spiele verloren, die vier anderen Spiele aber gewonnen. Als Gruppenzweite hätten die Irinnen auch in der nächsten WM-Qualifikation in der B-Klasse starten müssen, die Klassen wurden aber vier Jahre später aufgehoben.

### WM 2007 in der Volksrepublik China
Vier Jahre später fand dann die WM doch zum zweiten Mal in der Volksrepublik China statt. In der Qualifikation traf Irland erstmals auf Weltmeister Deutschland, Russland und die Schweiz sowie Schottland. Die Irinnen konnten nur das Heimspiel gegen die Schweiz gewinnen und Schottland ein torloses Remis erreichen. Die anderen Spiele wurden verloren, so dass am Ende nur der vierte Platz vor den punktgleichen Eidgenossinne, die aber drei Gegentore mehr kassiert hatten, heraus kam. Gruppensieger wurde mit acht Siegen die deutsche Mannschaft, die dann in China den Titel verteidigen konnte.

### WM 2011 in Deutschland
In der Qualifikation für die WM in Deutschland trafen die Irinnen wieder auf die Schweiz und Russland sowie erstmals auf Israel und Kasachstan. Nur der Gruppensieger konnte sich für die Playoffs qualifizieren. Den Irinnen gelangen nur Siege gegen Israel und Kasachstan sowie ein Heimremis gegen Russland. Beide Spiele gegen die Schweiz und das Spiel in Russland gingen verloren, so dass am Ende nur der dritte Platz raussprang. Die Schweiz verlor als Gruppensieger beide Spiele in der ersten Play-off-Runde gegen England und in der dritten Runde gegen Italien, das am Ende an den USA scheiterte.

### WM 2015 in Kanada
In der Qualifikation konnten sich die Irinnen in ihrer Gruppe mit Europameister Deutschland, erneut Russland, Kroatien sowie erstmals Slowenien und der Slowakei nur den dritten Platz erkämpfen. Bis zum letzten Spieltag gab es allerdings ein Kopf-an-Kopf-Rennen mit den Russinnen um Platz 2. Dann verloren aber die Irinnen in Deutschland mi 0:2 und die Russinnen gewannen in Kroatien mit 3:1, wodurch sie fünf Punkte mehr hatten. Als fünftbester Gruppenzweiter verpassten die Russinnen aber die Play-offs der Gruppenzweiten. Im Spiel in Kroatien, das durch zwei Eigentore 1:1 endete, bestritt Torhüterin Emma Byrne ihr
100. Länderspiel.

### WM 2019 in Frankreich
In der Qualifikation für die dritte WM in Europa trafen die Irinnen auf Norwegen, Europameister Niederlande, den nördlichen Nachbarn Nordirland und die Slowakei. Die Irinnen konnten nur die Spiele gegen die Nachbarinnen und die Slowakinnen gewinnen und in den Niederlanden ein torloses Remis erreichen. Die Heimspiele gegen die Niederländerinnen und Norwegerinnen sowie das Auswärtsspiel in Norwegen, bei dem Áine O’Gorman ihr 100. Länderspiel bestritt, wurden aber verloren, so dass am Ende als Gruppendritter die WM-Endrunde wieder verpasst wurde.

### WM 2023 in Australien und Neuseeland
Für die Fußball-Weltmeisterschaft der Frauen 2023 konnten sich die Irinnen erstmals qualifizieren. Sie mussten aber den Umweg über die Play-offs gehen. In der Gruppenphase trafen sie auf Schweden, Finnland, wieder die Slowakei und erstmals Georgien. Die Irinnen starteten mit einer 0:1-Heimniederlage durch ein Eigentor gegen Gruppenfavorit Schweden. Das blieb aber die einzige Niederlage. Schon im nächsten Spiel gewannen sie mit 2:1 in Helsinki gegen die Finninnen, den vermutlich härtesten Konkurrenten um Platz 2. Im dritten Spiel gab es dann zwar nur ein 1:1 im Heimspiel gegen die Slowakinnen, danach gelang aber mit 11:0 gegen Georgien der höchste Sieg ihrer Geschichte. Nach einem 1:1 in Schweden und einem 9:0 in Georgien, wurde auch das Rückspiel gegen die Finninnen gewonnen und zum Abschluss in der Slowakei mit 1:0 gewonnen. Damit waren die Irinnen drittbester Gruppenzweiter und somit direkt für die zweite Play-off-Runde der Gruppenzweiten qualifiziert. In dieser mussten sie in Schottland antreten, das sich in der ersten Runde gegen Österreichische Fußballnationalmannschaft der Frauen mit 1:0 nach Verlängerung durchgesetzt hatte und gegen das Irland insgesamt die meisten Spiele bestritten hat. In Glasgow blieb es bis zur 72. Minute torlos, dann erzielte die sechs Minuten zuvor eingewechselte Amber Barrett das einzige Tor des Spiels. Da der zweitbeste Gruppenzweite Island in Portugal verlor, sind die Irinnen zweitbester Play-off-Sieger und damit für die WM-Endrunde qualifiziert.
Bei der Auslosung am 22. Oktober 2022 wurde Irland in die Gruppe mit Co-Gastgeber Australien sowie Nigeria und Olympiasieger Kanada gelost. Im ersten Spiel gegen den Co-Gastgeber hielten die Irinnen 51 Minuten lang das 0:0, mussten dann aber durch einen verwandelten Elfmeter das einzige Tor des Spiels hinnehmen. Im zweiten Spiel brachte KapitäninKatie McCabe ihre Mannschaft in der vierten Minute durch einen direkt verwandelten Eckball in Führung, die bis in die Nachspielzeit der ersten Hälfte hielt. Dann fälschte Megan Connolly einen Schuss einer Kanadierin ins eigene Tor ab. Kurz nach der Halbzeitpause mussten sie dann noch das 1:2 hinnehmen, das trotz irischer Bemühungen bis zum Ende hielt. Damit hatte die Mannschaft schon vor dem letzten Spiel keine Chance mehr die K.-o.-Runde zu erreichen, konnte im letzten Spiel aber noch einen Punkt gewinnen.

## Spiele
| Alle WM-Spiele |            |          |            |                |   |          |                            |
| Nr.            | Datum      | Ergebnis | Gegner     | Austragungsort |   | Anlass   | Bemerkungen                |
| 1              | 20.07.2023 | 0:1      | Australien | Sydney (AUS)   | A | Vorrunde |                            |
| 2              | 26.07.2023 | 1:2      | Kanada     | Perth (AUS)    | * | Vorrunde |                            |
| 3              | 31.07.2023 | 0:0      | Nigeria    | Brisbane (AUS) | * | Vorrunde | Erstes Spiel gegen Nigeria |